# 実録 新選組
『実録 新選組』（じつろく しんせんぐみ）は、日本のオリジナルビデオ。2006年発売、全2巻、小沢仁志主演。GPミュージアムソフト（現・オールインエンタテインメント）販売。新選組の結成から壊滅までを描いた時代劇で、前編と完結編の二部構成である。また、内部粛清に焦点を当てているのも特徴的である。

## キャスト
- 近藤勇：小沢仁志
- 土方歳三：寺島進
- 沖田総司：大沢樹生
- 芹沢鴨：白竜
- 山南敬助：中野英雄
- 永倉新八：金山一彦
- 斎藤一：石橋保
- 藤堂平助：小沢和義
- 原田左之助：本宮泰風
- 伊東甲子太郎：松田優
- 坂本竜馬：哀川翔 ※特別出演
- 岡田以蔵：中山一也
- 西郷隆盛：小西博之
- 松平容保：遠藤憲一
- 吉田稔麿：曽根英樹
- お梅：長谷綾子
- 越後：武田博之
- 宮部鼎蔵：清水宏次朗
- 野口健司：風間貢
- 海藤直人：原田龍二 ※特別出演
- 新見錦：宮村優
- 平山五郎：吉田由一
- 平間重助：宮前利成
- 服部武雄：山口粧太
- 神保修理：國本鐘建
- 武田観柳斎：江原修
- 大石鍬次郎：鈴木隆二郎
- 明里：伊藤千夏
- 加納鷲雄：真勝國之
- 山崎烝：HIDE
- 荒井知啓
- ナレーション：森羅万象

## スタッフ
- 監督：辻裕之
- プロデューサー：水野純一郎
- 企画：中島仁、山本ほうゆう、OZAWA
- 脚本：江良至
- 音楽：奥野敦士
- 撮影：渡辺伸二（1）、南野保彦（完結編）
- 照明：土野宏志
- 録音：中路豊隆
- 美術：犬塚進
- 編集：渡会清美
- 音響効果：丹雄二
- 助監督：井上昌典
- 制作主任：黒田満重
- 衣裳：松竹衣裳
- 題字：松本明子
- 殺陣：田中耕三郎
- EED：星名隆志
- MA：柞山京一
- ロケ協力：大覚寺
- 制作協力：松竹京都映画撮影所
- 製作：『実録 新選組』制作委員会、ゼストコーポレーション、GPミュージアムソフト、アルファ・ワークス
- 制作：アルファ・ワークス、Movie Gang Production（完結編）

## 発売日
- 実録 新選組（2006年2月25日）
- 実録 新選組 完結編（2006年3月25日）

## エピソード
- 前編の冒頭、ナレーションが「徳川家茂」を「とくがわいえしげ」と、間違えて読んでいる。